# マービン・ハート
マービン・ハート（Marvin Hart, 1876年9月16日 - 1931年9月17日）は、アメリカ合衆国・ケンタッキー州出身のプロボクサー。元世界ヘビー級王者。空位の王座を決定戦で獲得したという経緯から、その実力に疑問符が付けられることが多い。しかしタフさには定評があり、不器用なボクシングながらも判定に持ち込むスタイルで、同時代の実力者を苦しめた。後に黒人初の世界王者となるジャック・ジョンソンとも直接対決し、これを判定で下している。

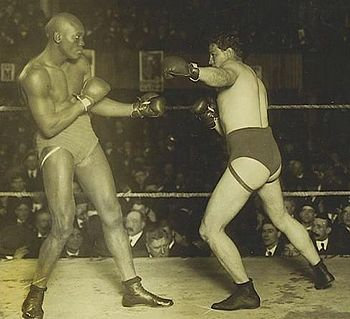
ジョンソン（左）と戦うハート（右）

## 来歴
1899年12月12日、プロデビュー。
1902年11月10日、後にヘビー級王座を争うことになるジャック・ルートと初対戦。判定負け。
1902年11月19日、フィラデルフィア・ジャック・オブライエンと対戦。無判定試合（ニュースペーパー・デシジョンでは判定負け）
1903年5月5日、フィラデルフィア・ジャック・オブライエンと再戦。無判定試合（ニュースペーパー・デシジョンでは判定勝ち）
1903年11月16日、ジョー・コインスキーと対戦。無判定試合（ニュースペーパー・デシジョンでは判定勝ち）
1904年4月20日、ガス・ルーリンと対戦。無判定試合（ニュースペーパー・デシジョンでは判定勝ち）
1904年5月20日、ガス・ルーリンと再戦。ドロー。
1905年3月28日、ジャック・ジョンソンと対戦。当時王座に最も近い白人と黒人の対決と注目を集める中、両者は20回を戦い抜き、ハートが判定勝利をおさめた。レフェリーをつとめたAlec Greggainsは、試合におけるハートの積極性とボディへの有効打を評価したと語った。なおジョンソンは引退後、ハートについて「対戦した中で最高にタフな男の一人だった」と語っている。
1905年7月3日、空位の世界ヘビー級王座をめぐって、ジャック・ルートと決定戦を行う。レフェリーは前チャンピオンのジェームス・J・ジェフリーズがつとめた。ハートは12ラウンドKO勝ちをおさめ、第5代世界ヘビー級王者となった。
1906年2月23日、初防衛戦でトミー・バーンズと対戦。20回判定負け。王座陥落。
1910年12月20日、引退。

## 戦績
- プロボクシング:39戦28勝（20KO）7敗4分（このほか、ニュースペーパー・デシジョンで4勝3敗1分）